# Riegelsberg
Riegelsberg é um município da Alemanha localizado na Associação Regional de Saarbrücken, estado do Sarre.